# 알 카포네 (1959년 영화)
알 카포네(Al Capone)는 미국에서 제작된 리처드 윌슨 감독의 1959년 드라마 영화이다. 로드 스테이거 등이 주연으로 출연하였다.

## 출연

### 주연
- 로드 스테이거
- 페이 스페인

### 조연
- 제임스 그레고리
- 네헤미아 퍼소프
- 마틴 발삼